# Paranerita basirubra
Paranerita basirubra är en fjärilsart som beskrevs av Gottfried Christian Reich 1935. Paranerita basirubra ingår i släktet Paranerita och familjen björnspinnare. Inga underarter finns listade i Catalogue of Life.